# Diarmuid Martin
Diarmuid Martin (* 8. dubna 1945 Dublin) je irský římskokatolický kněz, arcibiskup dublinský a primas Irska. V roce 2009 odsoudil snahy představitelů irské katolické církve utajovat rozsah zneužívaní dětí, kterého se dopustili její příslušníci.

## Biografie
Kněžské svěcení přijal 25. května 1969. V roce 1994 začal pracovat jako sekretář v Papežské radě Iustitia et Pax. Dne 5. prosince 1998 byl jmenovaný titulárním biskupem. Biskupské svěcení mu udělil papež Jan Pavel II. V roce 2001 byl jmenován arcibiskupem a stálým pozorovatelem Vatikánu při OSN v Ženevě.
O dva roky později, 3. května 2003, ho papež Jan Pavel II. jmenoval biskupem-kodajutorem Dublinu. Řízení diecéze převzal v roce 2004 poté, co z důvodu kanonického věku odstoupil kardinál Desmond Connell.
Když v roce 2009 irskou církev kritizoval za přístup ke zneužívání dětí, uvedl, že kvůli své vyhýbavé reakci na tento problém ztratila důvěryhodnost. Za „ohromující“ označil neochotu církevních představitelů zaplatit dohodnutý díl v rámci vládního programu kompenzací pro oběti. Obvinil je z popírání faktu, že někteří členové církve žili „prakticky bez morálky".
Ze zprávy irské vyšetřovací komise vyplývá, že asi 2500 někdejších žáků při vyšetřování uvedlo, že během pobytu v církevních výchovných ústavech byli buď sexuálně zneužiti nebo fyzicky inzultováni.